# Notoxus tiganii
Notoxus tiganii es una especie de coleóptero de la familia Anthicidae.

## Distribución geográfica
Habita en Sudán.